# Hyponeuma dantonidia
Hyponeuma dantonidia är en fjärilsart som beskrevs av George Francis Hampson. Hyponeuma dantonidia ingår i släktet Hyponeuma och familjen nattflyn. Inga underarter finns listade i Catalogue of Life.